# ダイヤモンドゲーム

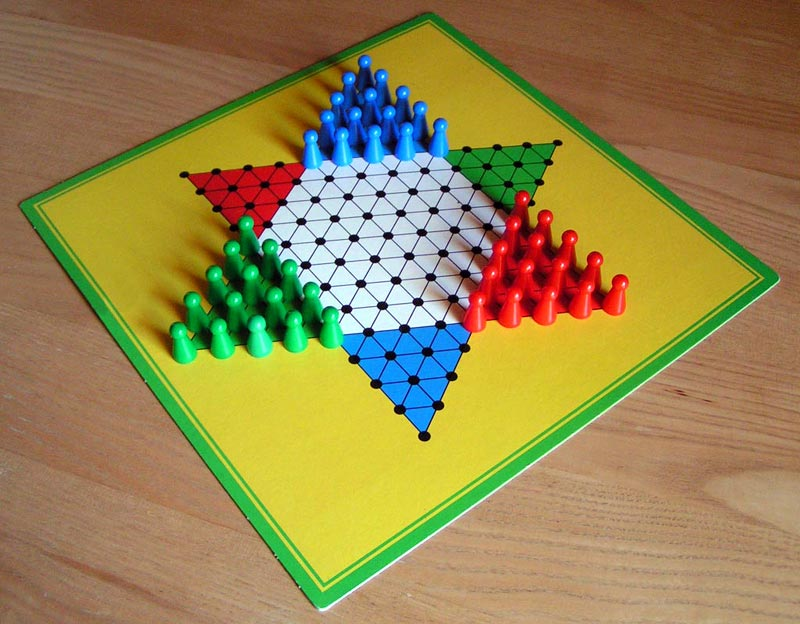
ダイヤモンドゲームのボード

ダイヤモンドゲームとは、ダイヤモンドの光沢を模した頂点が6つある星型の盤面上を用いて遊ぶボードゲームのこと。なお、「diamond game」はいわゆる和製英語であり、日本以外（英語圏）では 「Chinese checkers」などという。
日本において一般的に行われているバージョンにおいては、盤面上の6つの頂点部は赤・緑（青）・黄の3色で色分けされ、相対する頂点部は同一の色になっている。その片方の頂点部に盤と同じ色に塗り分けられた王駒1個と子駒14個を配置して相対する側の同一の色の頂点部に、全ての駒を最も早く移動させた者が勝者となる。

## ルール
- 駒を動かす順番は緑（青）→赤→黄の順である。説明書によっては、色による順番は決まっていなく、3人の場合は時計回りに進めるよう、書かれていることもある。
- 子駒は相手、味方関係なく線に沿っていれば、子駒1つ分だけ跳び越えられる。また、跳び越えた後に子駒が1つ分空いていれば、連続して跳び越えられる（右の図の赤の駒の矢印）。この連続して跳び越える操作がこのゲームの醍醐味である。
- 子駒は王駒を跳び越えられない。
- 王駒は、駒が一直線に並んでいれば、線に沿っていくつでも跳び越えられる。また、同様の操作を繰り返せる。
- 跳び越えられる駒がない場合、また戦略上の理由で、駒を1マス分だけ動かせる（右の図の緑の駒の矢印）。ただし、この動作は普通に跳び越えた後にはできない。
- 相手の陣地に入ってはいけない。ただし、陣地入り口と白マスの辺が重複する部分に至ってはその限りではない。
- 一度跳び越えたルートを引き返してはいけない。
- 王駒が相手の王の駒を飛び越すことは不可。
- また、商品によっては、駒の数が、6個や10個のときもある。また、王駒がなく、すべて小駒の能力になっているのもある。

## 歴史
ダイヤモンドゲームはハルマを基に創作されたゲームで、1892年にドイツでStern-Halma（ドイツ語で「星形ハルマ」）として売り出されたのが最初である。アメリカでは後にエキゾチックな効果を狙って「チャイニーズ・チェッカー」として売り出されたが、中国と歴史的な関係はなく、チェッカーでもない。また最近は「六角チェッカー」という名前で、最大6人まで遊べるようになったダイヤモンドゲームも存在する。